# Moby Dick (1998)
Moby Dick ist ein Abenteuerfilm aus dem Jahr 1998. Der zweiteilige Fernsehfilm entstand unter der Regie von Franc Roddam. In der Hauptrolle ist Patrick Stewart zu sehen.

## Handlung
Den jungen Schullehrer Ismael drängt es aufs Meer hinaus, und so beschließt er, auf einem Walfänger anzuheuern.
In einem Gasthof im neuenglischen Nantucket lernt er den am ganzen Körper tätowierten Südsee-Häuptlingssohn und Harpunier Queequeg kennen, und eine gute Freundschaft entsteht. Gemeinsam heuern sie auf dem alten Walfänger „Pequod“ an. Die ersten Tage an Bord sind von harter Arbeit und rauen Sitten geprägt, aber Ismael beschwert sich nicht. Ungewöhnlich ist, dass der Kapitän sich noch nicht an Deck hat blicken lassen und das Schiff daher bisher nur von den drei Steuerleuten Starbuck, Stubb und Flask befehligt wird. Abends erzählt sich die Mannschaft Geschichten über ihren Kapitän, er soll vor Jahren sein Bein an einen Wal verloren haben.
Schließlich erscheint Kapitän Ahab. Eine verzweigte Narbe verläuft über sein Gesicht, und er hat eine Beinprothese, die aus einem Pottwalknochen gedrechselt wurde. Er erklärt, er wolle den weißen Wal, genannt Moby Dick, der ihm das Bein genommen hat, wenn es sein muss um die ganze Welt jagen, bis er ihn erlegt hat. Es gelingt ihm, nahezu die gesamte Mannschaft mitzureißen, nur der erste Steuermann Starbuck ist erschüttert über den offensichtlichen Wahnsinn des alten Mannes. Tatsächlich schreckt Ahab vor nichts zurück, um seinen Rachedurst zu stillen. Er spürt Moby Dick tatsächlich auf und verfolgt ihn bis in die Antarktis, wo das Schiff unter dem Druck des Packeises auseinanderzubrechen droht, und steuert die Pequod sogar mitten durch einen schweren Sturm, um seinen verhassten Feind zu stellen.
Starrsinnig wehrt er alle Versuche des Schicksals ab, ihn von seinem Vorhaben abzubringen. Er hört nicht auf den Rat, die Jagd aufzugeben, den ihm der Kapitän eines englischen Walfängers, der selbst seinen Arm an den weißen Wal verlor, gegeben hat, und er verweigert einem anderen Kapitän aus Nantucket Unterstützung bei der Suche nach einem vermissten Boot mit dessen Sohn darin.
Letztendlich zeigt sich der weiße Wal, und Ahab steigt selbst ins Fangboot, um ihm den tödlichen Stoß zu versetzen. Mit einem schrecklichen Fluch schleudert er die Harpune nach dem Wal, jedoch hat er sich mit seinem Bein in der Wurfleine verheddert und wird aus dem Boot in den Tod gerissen. Wutentbrannt setzt die Mannschaft nach, um ihren Kapitän zu rächen, doch auch sie kommen gegen den weißen Riesen nicht an.
Nachdem Moby Dick die Fangboote zerschmettert hat, rast er auf die Pequod zu und rammt sie mit seinem breiten Schädel. Leckgeschlagen versinkt das Schiff und reißt die an Bord gebliebenen Besatzungsmitglieder mit in die Tiefe.
Nur Ismael hat überlebt. Nach drei Tagen auf See wird er von der „Rachel“ aufgefischt, jenem Walfänger aus Nantucket, der noch immer verzweifelt auf der Suche nach dem verlorenen Sohn war.

## Synchronisation
Die Synchronfassung entstand in den Studios der Johannisthal Synchron GmbH in Berlin. Für das Dialogbuch und die Regie bei den Sprachaufnahmen war Heinz Freitag verantwortlich.
| Darsteller           | Rolle            | Synchronsprecher  |
| -------------------- | ---------------- | ----------------- |
| Patrick Stewart      | Kapitän Ahab     | Ernst Meincke     |
| Henry Thomas         | Ismael           | Dietmar Wunder    |
| Piripi Waretini      | Queequeg         | Michael Ojake     |
| Ted Levine           | Starbuck         | Jürgen Heinrich   |
| Hugh Keays-Byrne     | Stubb            | Jürgen Kluckert   |
| Gregory Peck         | Pfarrer Mapple   | Michael Chevalier |
| Kee Chan             | Fedallah         | Weijian Liu       |
| Shane Feeney-Connor  | Flask            | Gerald Paradies   |
| Bruce Spence         | Elias            | Michael Walke     |
| Harold Hopkins       | Peleg            | Frank-Otto Schenk |
| John Lee             | Bildad           | Hans Teuscher     |
| Bill Hunter          | Kapitän Boomer   | Helmut Krauss     |
| Norman D. Golden II. | Pip              | Fabian Hollwitz   |
| Peter Sumner         | Captain Gardiner | Rüdiger Evers     |

## Auszeichnungen
- Gregory Peck erhielt einen Golden Globe als bester Nebendarsteller.
- Patrick Stewart erhielt Nominierungen für den Golden Globe, den Emmy Award sowie für den Golden Satellite Award in der Kategorie bester Hauptdarsteller.
- Die TV-Miniserie wurde insgesamt für fünf Emmy Awards nominiert.

## Informatives
- Gregory Peck (Pfarrer Mapple) spielte in der Verfilmung von 1956 den Kapitän Ahab.
- Im Science-Fiction-Film Star Trek: Der erste Kontakt zitierte Ahab-Darsteller Patrick Stewart als Kapitän Jean-Luc Picard Passagen aus Moby Dick.

## Kritiken
„Der fünffach ‚Emmy‘-nominierte Zweiteiler lebt von Stewarts grandioser Leistung. Sein Ahab ist noch faszinierender und abstoßender als Vorgänger Gregory Peck. Peck selbst übernahm die Rolle von Prediger Mapple, den 1956 Orson Welles spielte. – Fazit: Eine mitreißende Neuverfilmung des Klassikers.“